# Югославия на «Евровидении-1962»
Югославия приняла участие в конкурсе Евровидении 1962, проходившем в Люксембурге, Люксембург. Страну представила Лола Новакович с песней «Ne pali svetlo u sumrak», выступившая под номером 12. В этом году страна получила 10 баллов, разделив 4 и 5 места с Великобританией, которая получила такое же количество баллов. Комментаторами конкурса от Югославии в этом году стали Любомир Вукадиновия, Гордана Бонетти и Томаз Терчек, а глашатаем — Младен Делич.

## Национальный отбор[3][4]
| Номер | Передатчик  | Артист           | Песня                     | Баллы | Место |
| ----- | ----------- | ---------------- | ------------------------- | ----- | ----- |
| 1     | RTV Любляна | Лола Новакович   | «Ne pali svetla u sumrak» | 19    | 1-е   |
| 2     | RTV Загреб  | Иво Робич        | «Alija»                   | 18    | 2-е   |
| 3     | RTV Любляна | Majda Sepe       | «Sulamit»                 | 15    | 3-е   |
| 4     | RTV Сараево | Лола Новакович   | «Noć nad gradom»          | 13    | 4-е   |
| 5     | RTV Загреб  | Габи Новак       | «Volim kišu»              | 7     | 5-е   |
| 6     | RTV Любляна | Jelka Cvetezar   | «Na planincah»            | 2     | 6-е   |
| 7     | RTV Сараево | Boško Orlović    | «Neka zvoni pjesma»       | 2     | 6-е   |
| 8     | RTV Загреб  | Вице Вуков       | «Pitanja»                 | 2     | 6-е   |
| 9     | RTV Белград | Anica Zubović    | «Istinita priča»          | 1     | 9-е   |
| 10    | RTV Любляна | Marjana Deržaj   | «Popevka za nas»          | 1     | 9-е   |
| 11    | RTV Белград | Zvonko Živanović | «Rok o roku»              | 0     | 11-е  |
| 12    | RTV Сараево | Сабахудин Курт   | «Volimo se»               | 0     | 11-е  |

Национальный отбор прошёл 23 января 1962 года в студии RTV в Загребе. Ведущим стал Младен Делич. По разным данным, в конкурсе принимало участие 12 или 18 песен. При этом RTV Загреб провёл свой полуфинал в декабре 1961 года и отправил в финал 6 песен. По данным о 12 песнях, на отбор было представлено по 3 песни от каждого вещателя, в этом году состоялся дебют RTV Сараево. Также, имеются упоминания об участии Zdenka Vučković с песней «Ti si moj zavičaj», Лилианы Петрович с песней «K´o crne ruže cvijet» и группы Melos с «Negdje».
Победитель выбирался 3, по другим данным — 4, вещательными жюри. Победу одержала Лола Новакович с песней «Ne pali svetla u sumrak».

## Страны, отдавшие баллы Югославии
Каждая страна имела жюри в количестве 10 человек, каждый человек мог отдать очко понравившейся песне.
| Отдали Югославии... | Отдали Югославии... | Отдали Югославии... |
| 3 балла             | 2 балла             | 1 балл              |
| ------------------- | ------------------- | ------------------- |
| Франция Италия      | Швеция              | Бельгия Финляндия   |

## Страны, получившие баллы от Югославии
| 3 балла | Франция        |
| 2 балла | Великобритания |
| 1 балл  | Италия         |